# Tekken
Tekken är titeln på det första spelet som släppts i spelserien med samma namn. Arkadversionen finns också tillgänglig i "Arcade History"-läget i Tekken 5 från 2004.

## Handling
I spelet syns alltid platsen, på vilken banan utspelar sig, i hörnet längst ner till höger. Platserna är Angkor Wat (Kambodja), Szechwan (Kina), Monument Valley (USA), Chicago (USA), Kyoto (Japan), Fiji, Windermere (Storbritannien), Venedig (Italien), Akropolis (Grekland), King George Island (Sydshetlandsöarna) och Chiba Marine Stadium (Japan).

### Fotnoter
1. ↑  ”Tekken 5” (på engelska). Giantbomb. 17 mars 2004. http://www.giantbomb.com/tekken-5/3030-18753/. Läst 28 maj 2015.